# جیمز درینگ فسندن
جیمز درینگ فسندن (انگلیسی: James Deering Fessenden; ۲۸ سپتامبر ۱۸۳۳ – ۱۸ نوامبر ۱۸۸۲) فرد نظامی اهل ایالات متحده آمریکا بود.